# Lupinus pratensis
Lupinus pratensis är en ärtväxtart. Lupinus pratensis ingår i släktet lupiner, och familjen ärtväxter.

## Underarter
Arten delas in i följande underarter:
- L. p. eriostachyus
- L. p. pratensis